# 李鎮強
李鎮強，BBS，JP（1976年8月22日—），香港工程師、商界人士及現任香港立法會議員（選舉委員會）。他是自由黨副主席、自由黨青年團副團長以及香港工程師學會會員。2021年透過參選香港立法會選舉，以選舉委員會當選人身份首次晉身立法會。

## 背景

### 早年生活
李鎮強在香港島東區長大，有一名胞弟，父親經營電子工程生意。李鎮強曾就讀金文泰中學，在校時在校內運動會中獲獎，中五暑假到美國參加遊學課程；為了磨練自己，他決定前往美國升學。大學時期籌辦小型遊學團，帶外國學生到香港、北京、上海等地考察，以賺取生活費和學費。1997年完成理海大學電子工程理學士課程後，便回港加入寶利高電器材料公司，逐步晉升為電器材料銷售及市場推廣經理。任職期間曾轉職另一所公司，未幾重返寶利高工作。

### 事業發展
李鎮強在工餘時間以外進修了兩個學位，2000年修畢香港都會大學工商管理學深造證書，2007年取得香港大學專業進修學院商業證書（會計）。2011年首次以自由黨成員身份參與區議會選舉，擊敗尋求連任的時任區議員呂志文，並通過2015年香港區議會選舉連任，但在2019年香港區議會選舉卻因受到反對逃犯條例修訂草案運動影響而敗給政治素人蔡志強，無法再度連任。
此外，李鎮強於2016年獲選為自由黨副主席。同年參與2016年香港選舉委員會界別分組選舉，結果在港九各區議會界別分組當選。2021年再次參與選舉委員會界別分組選舉，繼續當選第四界別─港九分區委員會、地區撲滅罪行委員會及地區防火委員會委員代表。同年11月，李鎮強報名參選2021年香港立法會選舉，最終以1060票當選選舉委員會界別議員。
公職方面，他自2010年代開始獲委以區議員以外的公職，項目包括發展局上訴審裁團（建築物）（2015年至2021年）、民政事務局上訴委員會（床位寓所）委員（2020年至2022年）、上訴委員會（會社（房產安全））委員（2020年起）、上訴委員會（旅館業）委員（2020年至2022年）、上訴委員團（物業管理服務條例）成員（2020年起）、東區防火委員會以及東區撲滅罪行委員會委員。2023年7月獲委任為太平紳士。目前擔任上市公司富一國際控股的獨立非執行董事（2018年12月起）。李鎮強後於2023年獲選為第14屆全國政協委員。2025年因致力投入社區及立法會工作而獲頒授銅紫荊星章。

## 個人生活
李鎮強已婚，育有一子一女。

## 參與節目
- 2022年　立法群英再出發（嘉賓、港台電視31）

## 外部連結
- 李鎮強的Facebook專頁
- 李鎮強的Instagram帳戶